# Player (雜誌)
《Player》（舊稱Young Mates Music、Y.M.M. Player）是由日本的株式會社Player Corporation（株式会社プレイヤー・コーポレーション）發行，以吉他為中心的流行音樂樂器演奏者向雜誌。1968年創刊。

## 歴史
根據參照官方網站。
- 1968年 - 作為『Young Mates Music』創刊。小型報形態。僅於樂器店販售。總頁數8頁。定價20日圓。
- 1973年 - 雜誌形式A4尺寸。總頁數36頁，定價90日圓。
- 1975年 - 改名為『Young Mates Music Player』。總頁數36頁，定價100日圓。
- 1979年 - 自7月號起以騎馬釘裝訂並變更體裁，從此開始內容成為了以搖滾樂為中心。總頁數228頁。
  - 此後穩定作為月刊刊行。
- 自1990年代起由於樂器販售廣告的增加，因此總頁數及厚度增大，在2001年1月號迎來406頁高峰，導致一時期被揶揄為「音樂雜誌業界的週刊住宅情報（日语：週刊住宅新聞社）」等。相較之下，自2015年起縮減了200頁左右。

## 相關雜誌書

### The Guitar
本雜誌藝人所用吉他的介紹環節摘要版雜誌書。洋樂中心，以電吉他及電貝斯為主。自1979年起持續刊行的長壽雜誌書。
- Vol.1 1979年
- Vol.2 1980年
- Vol.3 1984年
- Vol.4 1989年
- Vol.5 1991年
  - Leo Fender專訪（レオ・フェンダー・インタヴュー）
- Vol.6 1993年
  - 原音樂客串（フィーチャリング・アンプラグド）
- Vol.7 1994年
  - 致敬Jimi Hendrix（ジミ・ヘンドリックス・トリビュート）
  - Marshall（日语：Marshall Amplification）專訪
- Vol.8 1999年
  - Eric Clapton紀念吉他檔案（エリック・クラプトン・メモリアル・ギター・ファイル）
- Vol.9 2001年
- Vol.10 2007年
- Vol.11 2010年

### 藝人書籍
- 『The Beck Book』（ザ・ベック・ブック）1978年
- 『LOUDNESS』（ラウドネス）1984年
- 『高見澤（日语：高見沢俊彦）吉他收藏300』（高見沢ギター・コレクション300）2002年
- 『Heavy Metal Face』（ヘヴィ・メタル・フェイス）2004年，Anchang（日语：Anchang）著
- 『tetsu's gear closet』 2005年

### 其他
- 『樂器之書』（楽器の本）1976年
- 『We Love Fender Guitars』（ウィ・ラヴ・フェンダー・ギターズ）1982年
- 『Player Magazine 15週年記念特輯』（Player Magazine 15周年記念スペシャル）1983年
- 『樂器爭奪戰』（楽器スクランブル）1983年
- 『History of Electric Guitars』（ヒストリー・オブ・エレクトリック・ギターズ）1985年，岩撫安彥（日语：岩撫安彦）與其他著
- 『Guitar & Bass Sound Book』（ギター＆ベース・サウンド・ブック）1987年
- 『Rare Guitar Museum』（レア・ギター・ミュージアム）1992年

## 腳註
1. ↑  . Player On-Line. Player Corporation. 2020-10-30  [2021-01-15]. （原始内容存档于2021-01-21）.

## 外部連結
- Player On-Line （页面存档备份，存于）